# Grigore Moisil
Grigore C. Moisil (Tulcea, Roménia, 10 de janeiro de 1906 — Ottawa, Canadá, 21 de maio de 1973) foi um matemático romeno e membro da Academia Romena.
Suas investigações foram fundamentalmente no campo da lógica matemática, álgebra e equações diferenciais. Seu trabalho foi fundamental para a introdução do primeiro computador na Romênia.